# Arlanzón (Burgos)
Pour les articles homonymes, voir Arlanzón.
Arlanzón est une commune de la comarque de l'Arlanzón, dans la communauté autonome de Castille-et-León, province de Burgos, située dans le Nord de l’Espagne. C'est aussi le nom du chef-lieu du municipio.
La population du municipio était de 424 habitants en 2010.
Le Camino francés du Pèlerinage de Saint-Jacques-de-Compostelle traverse ce municipio : soit sur le cheminement principal, en passant par la localité d'Agés ; soit dans une variante sud par Castrillo del Val, en passant par les localités de Santovenia de Oca et de Zalduendo.

## Géographie
Arlanzón est à 14 km à l'est de Burgos.

## Démographie
| 1900 | 1910 | 1920 | 1930 | 1940 | 1950 | 1960 | 1970 | 1980 | 1990 | 2000 | 2010 |
| ---- | ---- | ---- | ---- | ---- | ---- | ---- | ---- | ---- | ---- | ---- | ---- |
| 637  | 618  | 635  | 591  | 488  | 517  | 509  | 315  | 583  | 404  | 375  | 424  |

## Divisions administratives
La commune regroupe les six localités suivantes :
- Agés,
- Arlanzón (chef-lieu),
- Galarde,
- Santovenia de Oca,
- Villalbura,
- Villamórico,
- Zalduendo

## Culture et patrimoine

### Pèlerinage de Compostelle
Sur le Camino francés du Pèlerinage de Saint-Jacques-de-Compostelle, on vient du municipio de Barrios de Colina, par la localité de San Juan de Ortega.
Le prochain municipio traversé est : soit celui de Atapuerca au nord-ouest par la localité du même nom, sur le cheminement principal ; soit celui de Ibeas de Juarros à l'ouest par la localité du même nom, sur la variante sud par Castrillo del Val.